# Air commodore

Rukávové hodnostní označení hodnosti air commodore užívané RAF

Air commodore (zkratkou Air Cdre či AIRCDRE) je vysoká vojenská hodnost užívaná letectvy některých zemí. Vznikla a stále se používá v Royal Air Force, a používá se také v řadě dalších vzdušných sil s historickými tradicemi spojenými s britskými, například zemích Commonwealthu a bývalých britských kolonií. Kromě toho se v britské angličtině příležitostně používá jako překlad odpovídajícího hodnostního stupně i pro země neužívající specifickou hodnostní terminologii pro letectvo.
V rámci NATO je podle tabulky standardu STANAG 2116 označená kódem OF-6.
Odpovídá komodorovi u Royal Navy nebo brigadýrovi v britské armádě a námořní pěchotě.
Nižší hodností je group captain, vyšší air vice-marshal.